# Amakondera
Amakondera (Kinyarwanda, Plural) in Ruanda, amakondere oder amakondeere im südlichen Uganda, amagwara in Busoga, ist ein Ensemble aus fünf bis acht unterschiedlichen, quer geblasenen Naturtrompeten und zwei Trommeln, die früher Zeremonialensembles der Königtümer von Ruanda, Buganda, Busoga, Bunyoro, Toro, Ankole und des bis Ende des 19. Jahrhunderts bestehenden Häuptlingstums Kooki bildeten. Eine amakondera-Trompete in Ruanda besteht aus einer Bambusröhre mit einem angesetzten Schallbecher aus einer Kalebasse. In Buganda wird eine Trompete (Singular ekkondere) nur aus einer schlauchförmigen Kalebasse und in anderen Regionen aus mehreren verbundenen Kalebassen oder aus Holz gefertigt. Jede Trompete kann zwei Töne produzieren. Die Einführung der amakondere wird in der mündlichen Überlieferung mit der Ankunft nilotischer Völker im Zwischenseengebiet im 15./16. Jahrhundert verbunden. Außer den Königen besaßen auch bedeutende Clanoberhäupter die Erlaubnis, an ihrem Wohnsitz Trompetenensembles auftreten zu lassen. Heute werden die Trompeten hauptsächlich zur Begleitung von Unterhaltungstänzen geblasen.

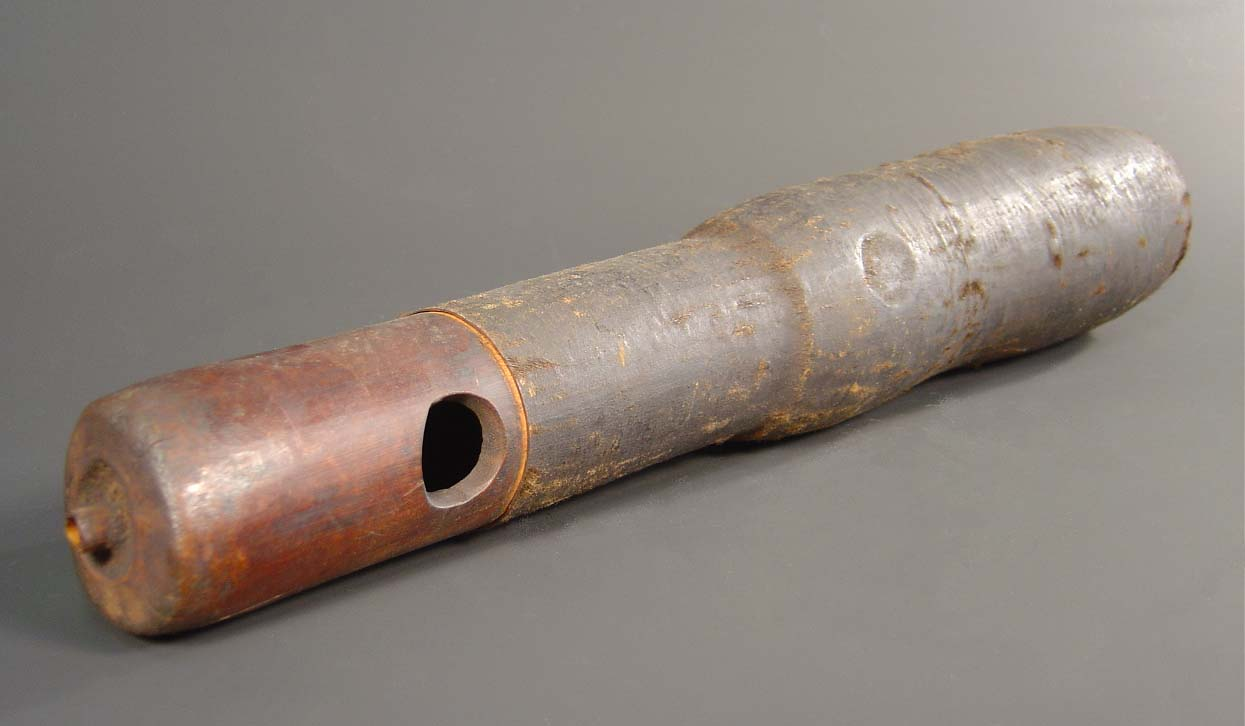
Eine Trompete des amakondera-Ensembles in Ruanda, möglicherweise vom Typ incuragane. Die vorstehende Hülse am oberen Ende bildet das Daumenloch für den zweiten Ton. Afrikamuseum in Tervuren, Belgien

## Herkunft und Verbreitung

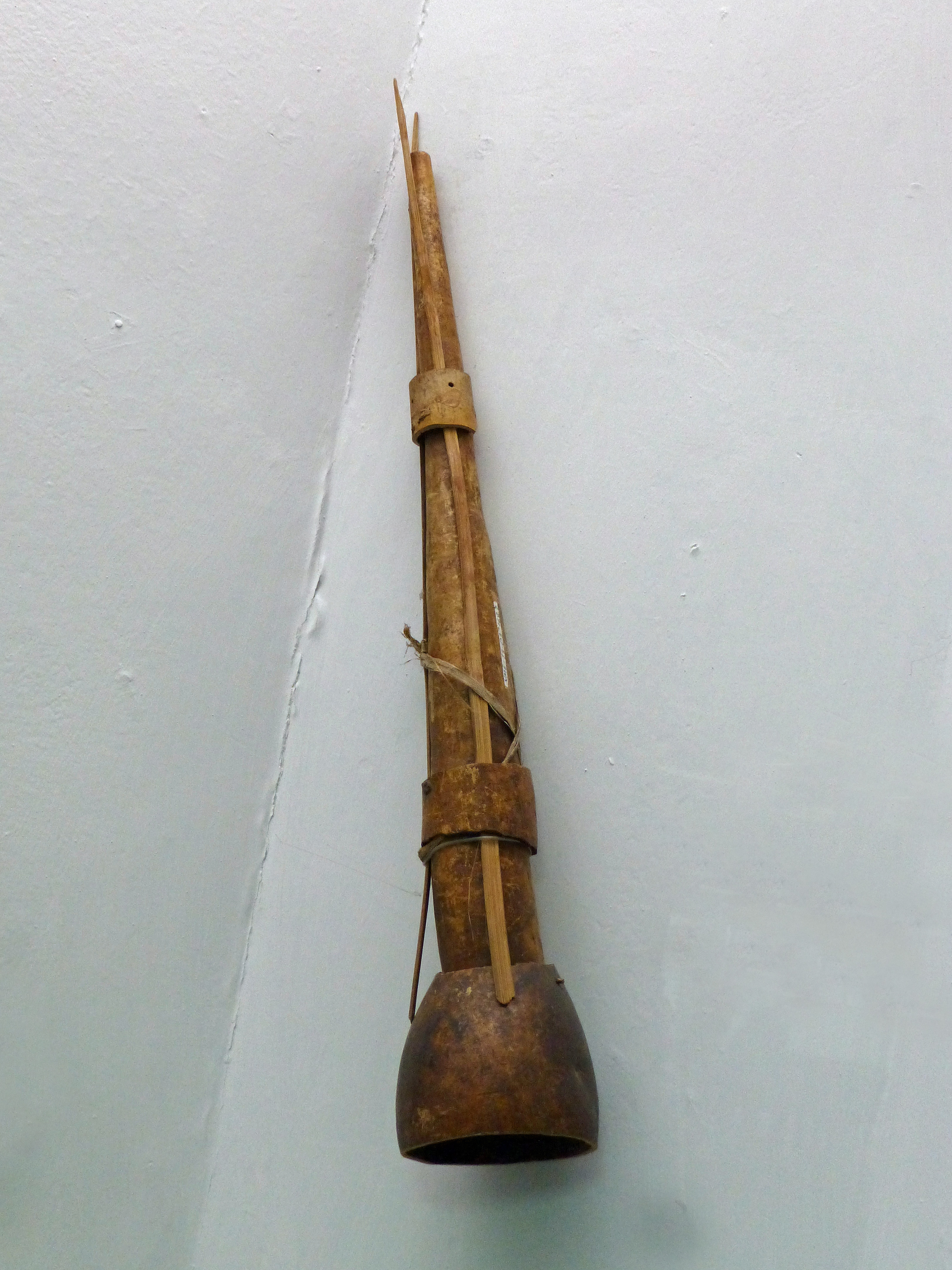
Längs geblasene Holztrompete mit Kalebassen-Schallbecher aus Äthiopien. Die Form ist der zylindrischen Holztrompete asukusuk der Iteso in Uganda ähnlich, die Stabilisierungsleisten entsprechen der waza der Berta an der äthiopisch-sudanesischen Grenze

Die in einer großen Formenvielfalt vorhandenen autochthonen afrikanischen Blasinstrumente gehören nach der Tonerzeugung zu den Flöten oder zu den Blechblasinstrumenten (Hörner, Trompeten). Die in Nordafrika und Ostafrika vorkommenden Doppelrohrblattinstrumente (Kegeloboen) stammen ursprünglich aus der islamisch-orientalischen Musikkultur, darunter vor allem die bis in die westliche Sudanregion verbreitete algaita (in Tschad, Nigeria und Kamerun) und die entlang der ostafrikanischen Küste gespielte nzumari (in Somalia, Kenia, Tansania und vereinzelt bis Madagaskar).
Generell spielten Ensembles mit mehreren Blasinstrumenten in Afrika überwiegend höfische zeremonielle Musik. Neben ihren musikalischen Aufgaben gehörten die Blasorchester zu den Insignien des Herrschers. Dies gilt gleichermaßen für die aus den islamischen oder aus den schwarzafrikanischen Traditionen stammenden Ensembles. Zur erstgenannten, in der Sudanregion verbreiteten Tradition zählen das Repräsentationsorchester mit der langen Metalltrompete kakaki, der Kegeloboe algaita und mehreren Trommeln bei den Hausa, bei den Fulbe als ganyal bekannt, und das algaita-ganga-Ensemble mit einem Trommelsatz ganga, aber ohne Langtrompeten in derselben Region. Im Unterschied hierzu bestehen die zu alten afrikanischen Traditionen gehörenden Blasorchester mehrheitlich aus Blasinstrumenten der gleichen Kategorie: entweder nur Flöten oder nur Trompeten in unterschiedlichen Größen und Tonhöhen.

### Flötenensembles
Bei Eintonflötenensembles spielen Flöten oder Pfeifen, die jeweils einen Ton von unterschiedlicher Höhe hervorbringen, kurze melodische Phrasen oder Akkordfolgen. Die älteste Beschreibung eines solchen Flötenensembles gab Vasco da Gama, der auf seiner Seereise nach Indien 1497 in Südafrika an Land ging und von den Khoisan mit Musik begrüßt wurde. Bekannt ist der tshikona-Nationaltanz der südafrikanischen Venda, bei dem über 20 unterschiedlich lange Eintonflöten nanga aus Pflanzenrohr die Melodie produzieren.
Die relativ seltenen Eintonflötenensembles sind einschließlich entsprechender Panflötenensembles außerdem vereinzelt in Ostafrika und Richtung Westen in Kamerun, Nigeria und Tschad anzutreffen. Die yua ist eine mehrtönige Kerbflöte, die in Nordghana gelegentlich in Flötenensembles gespielt wird. Die Spielweisen der Flötenensembles sind ähnlich. Die einzelnen Töne der Flöten bilden hoquetusartig sich überlagernde Tonfolgen. Eine musikalische Entsprechung ist auch das Wechselspiel zwischen der Eintonflöte hindewhu und einer Gesangsstimme bei den Ba-Benzele, einem Pygmäenvolk in der Zentralafrikanischen Republik.
Die Holzflöte urusengo (Plural insengo) in Ruanda wird trotz ihrer Länge von nur 15 Zentimetern wie eine Holztrompete hergestellt. Ein Zweig wird längs halbiert, innen konisch ausgehöhlt, wieder zusammengefügt, mit einer Faser umwickelt und schließlich mit einem Abschnitt der Luftröhre eines Rindes überzogen. Eine solche Flöte war früher auch bei mehreren Königtümern in Uganda in rituellem Gebrauch. Die urusengo wird quer geblasen und produziert zwei Töne, wenn das untere Ende geöffnet oder verschlossen wird. Im Norden von Ruanda besaß das insengo-Ensemble früher eine rituelle Bedeutung für die Tutsi-Herrscher. Nur Mitglieder des Abasindi-Clans (Clan der Hutu um Ruhengeri). Die Namen der fünf Flöten dieses Ensembles stimmen teilweise mit den Namen der sieben bis neun Trommeln des ingoma-Zeremonialtrommelsatzes überein, so ishakwe, igihumulizo und indahura.

### Einzelne Trompeten
Traditionelle Trompeten, die mehr als zwei (oder drei) Töne hervorbringen und Trompeten mit Grifflöchern kommen in Afrika vor. Die ältesten in Afrika hergestellten Trompeten sind von altägyptischen Abbildungen ab der Mitte des 3. Jahrtausends v. Chr. bekannt und in zwei aus Silber bzw. aus vergoldeter Bronze bestehenden Exemplaren des 14. Jahrhunderts v. Chr. erhalten. Diese scheneb produzierten zwei Töne und gelten als Vorbilder für die späteren orientalischen Langtrompeten aus Metall, nafīr und karna, die wie die scheneb zeremoniell und als Signaltrompeten eingesetzt werden. Zu diesen höfischen Zeremonialinstrumenten gehört in Nordafrika neben der kakaki auch die malakat in Äthiopien.
Die entwicklungsgeschichtlich ersten und bis heute in Afrika am weitesten verbreiteten Trompeten bestehen aus Naturmaterialien, darunter sind eine Vielzahl von Tierhörnern, Schneckentrompeten, Knochentrompeten, Elfenbeintrompeten sowie Trompeten aus Kalebassen und Bambus. Die in Europa verbreiteten Holztrompeten sind in Afrika relativ selten, häufiger kommen Trompeten vor, die aus zwei Materialien bestehen, die insgesamt eine konische Röhre ergeben. Alle afrikanischen Elfenbeintrompeten und ein großer Teil der Tierhörner, darunter das Antilopenhorn phalaphala im südlichen Afrika und das emouo (emowuo) der Massai in Kenia, werden quer geblasen.
Afrikanische Trompeten und Trompetenensembles gehören nicht nur traditionell zu den Zeremonialinstrumenten an Königshöfen, sondern werden auch bei magisch-religiösen Kulten geblasen, bei denen es darum geht, mit Geistern in Kontakt zu treten oder Krankheiten zu heilen. Außerdem dienen sie als Signalinstrumente bei der Jagd und sie sollen die Jäger vor Gefahren schützen. Ein quer geblasenes Jagdhorn aus einer Antilopenart ist das enzemba der Ankole im Südwesten Ugandas. Manche Trompeten in Ostafrika werden ferner bei Initiationszeremonien und Tanzveranstaltungen eingesetzt, so etwa das quer geblasene Antilopenhorn gunda der Washambaa an der Küste im Norden von Tansania. Das gunda (auch ein regionaler Name für Schneckenhorn) wird außer als traditionelles Signalinstrument der Jäger gelegentlich im ngoma ya dumange-Ensemble („Trommel der Männer“) zusammen mit drei Trommeln und Gefäßrasseln zur Begleitung von Gesängen und Tänzen verwendet.
In Uganda sind endgeblasene Trompeten selten und kommen nur in einigen Gegenden vor. Die Holztrompete asukusuk der Iteso mit einem zylindrischen Rohr und einem aufgesetzten Schallbecher aus einer Kalebasse ist etwa 140 Zentimeter lang. Drei oder mehr Männer spielen die asukusuk zur Tanzbegleitung. Der Name ist entweder vom Landkreis Usuku, in dem die Trompete beheimatet ist, oder von esukusuk („Hornrabe“) abgeleitet, dessen Laute sie nachahmen soll. Uluru heißt eine zylindrische Trompete aus einer Bambusröhre und drei kugelförmigen Kalebassen bei den Madi in Norduganda. Auch die uluru wird bei Tänzen gespielt.

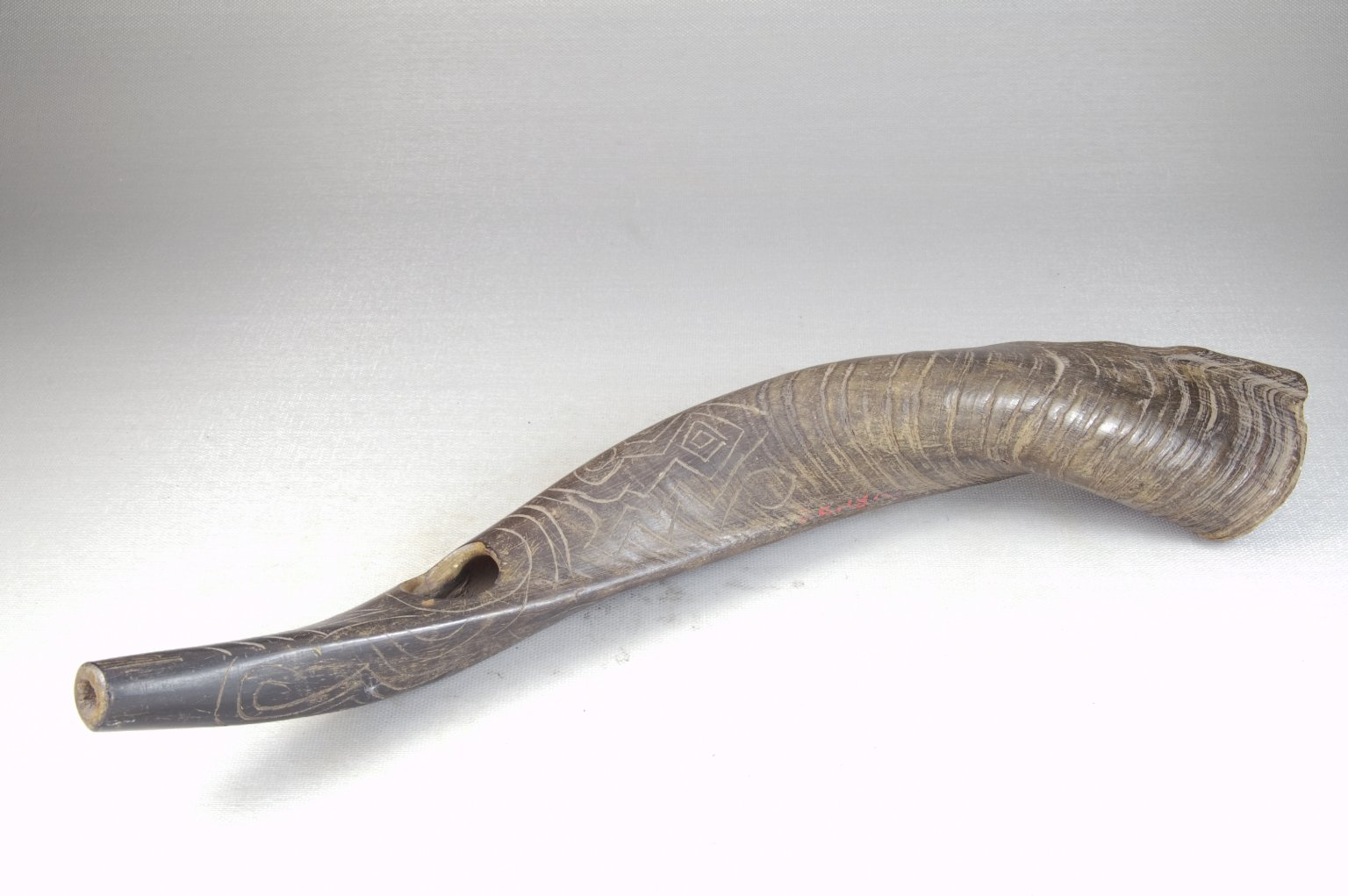
Quer geblasenes Antilopenhorn aus der Demokratischen Republik Kongo. Anblasöffnung auf der konkaven Seite, Daumenloch am spitzen Ende. Vor 1922, Brooklyn Museum

Von besonderer Bedeutung war die längs geblasene Zeremonialtrompete eggwara am Hof des Kabaka von Buganda mit einem von zwei Kalebassen gebildeten konischen Rohr. Die als Schallbecher angenähte größere Kalebasse und die kleinere Kalebasse sind insgesamt mit einer Rindshaut überzogen, die mit einem Muster von aufgestickten Perlen verziert ist. Hiervon ist der Zweitname akawunde abgeleitet, der sich auf einen mit Perlen verzierten Gegenstand bezieht. Die Tradition der höfischen Trompeten, der Zeremonialtrommeln mujaguzo mit dem Trommelsatz entenga und der sonstigen Zeremonialmusik der bugandischen Herrscher endete 1966 mit der Auflösung der Königtümer in Uganda und wurde erst Jahrzehnte später teilweise wiederbelebt.
Zu den quer geblasenen Trompeten gehörten neben den amakondere die von den Amba im Westen Ugandas verwendeten Elfenbeintrompeten, regional einige Holztrompeten mit Kalebassen-Schallbecher und landesweit am häufigsten Tierhörner, falls verfügbar Antilopenhörner und nur als Ersatz für diese auch Rinderhörner.
In Ruanda gibt es einige Trompeten, die nicht Teil des amakondera-Ensembles sind, etwa das quer geblasene Antilopenhorn ihembe, das Jäger als Signalinstrument und vor Beginn der Großwildjagd bei Gesängen und Tänzen bliesen. Die Anblasöffnung befindet sich bei den in Zentral- und Ostafrika weit verbreiteten Antilopenhörnern immer auf der konkaven (inneren) Seite der Krümmung bei kurzen, leicht gebogenen Hörnern und in der obersten Windung bei langen spiraligen Hörnern. Wird bei der ihembe das hintere dünne Ende abgeschnitten, so kann der Spieler die Öffnung abwechselnd mit dem Daumen verschließen und so zwei Signaltöne im Abstand von etwa einer Sekunde erzeugen. Der Ton kann außerdem durch den Ansatz der Lippen gestaltet werden.
Die übrigen ruandischen Blasinstrumente sind Flöten, so die Kernspaltflöte umwirongi aus einem zerbrechlichen Pflanzenrohr (einer Lobelien-Art, intomvu) oder Bambus mit einer Länge von 50 bis 75 Zentimetern und zwei bis fünf Grifflöchern. Damit lassen sich drei bis zehn Töne produzieren. Es gibt auch kürzere Bambusflöten mit sechs Grifflöchern, die umwirongi genannt werden. Die kürzeste Flöte ist die nur zur Jagd verwendete ihorere ry’ abahigi aus Bambus mit gut 10 Zentimetern Länge und zwei Grifflöchern. Hinzu kommt die zum insengo-Ensemble gehörende Holzflöte urusengo.

### Trompetenensembles
Zahlreicher als Flötenensembles sind in Afrika Trompetenensembles, bei denen ein Instrument meist ebenfalls nur einen Ton produziert, weshalb beide Ensembletypen einige musikalische Gemeinsamkeiten haben. Dazu gehören typischerweise auch Namen für jedes einzelne, in einer spezifischen Funktion im Zusammenspiel verwendete Blasinstrument.
Das waza-Trompetenensemble der Berta an der äthiopisch-sudanesischen Grenze besteht aus zehn bis zwölf konischen Längstrompeten, die aus mehreren ineinander gesteckten Kalebassen gefertigt sind und von denen jede einen Ton produziert. Zur Stabilisierung der Röhre werden außen in Längsrichtung Schienen aus Bambusstreifen angebunden. Die Trompeten zwischen 45 und 200 Zentimeter Länge tragen eigene Namen, die mit ihrer musikalischen Funktion oder ihrem Klang zu tun haben. Jedes Dorf besitzt mindestens einen waza-Trompetensatz, der nur von Männern gespielt wird.
Ein vergleichbares Ensemble besitzt eine Untergruppe der zentralafrikanischen Banda. Es besteht aus 13 konischen Holztrompeten mbaya, die zwischen etwa 30 und 170 Zentimeter lang sind. Jede Trompete, die nur einen Ton produziert, trägt einen Tiernamen, der sich auf den Klang bezieht. Die tiefste Trompete heißt bamara („Löwe“), andere heißen etwa „Leopard“, „Hyäne“, „Affe“, „Perlhuhn“ und „Antilope“. Die Trompeten sind nach einer pentatonischen Skala, einige darunter unisono gestimmt. Sie begleiten traditionell Tänze bei Initiationsritualen.
Die einfachste Bauform einer quer geblasenen konischen Trompete beschreibt der schwedische Missionar und Ethnograph Karl Edvard Laman, der sich um 1900 bei den Azande im damaligen Kongo-Freistaat aufhielt. Bei Beerdigungen spielten die Azande ein Ensemble aus langen, leicht gekrümmten Rindentrompeten, die aus einer bestimmten Baumwurzel gefertigt wurden. Beim Lagern der Wurzel gewann deren Rinde an Festigkeit, während das Innere langsam verrottete und ausgeschält werden konnte. Die Trompeten hatten Laman zufolge Namen wie lubantika („die Beginnende“) und ntambula („die Antwortende“). Weitere Trompeten mit einem tiefen Ton hießen mulumi („Mann, Ehemann“) und mit einem hohen Ton mukazi („Frau“).
Das agwara-Ensemble der Alur im Nordwesten Ugandas besteht aus bis zu acht Holztrompeten, die zwischen 50 Zentimeter und 200 Zentimeter lang sind. Zur Herstellung werden zwei Hälften zu leicht konischen Röhren ausgehöhlt, zusammengeklebt und in Rindshaut eingenäht. Der früher nur von Männern zur Begleitung des gleichnamigen Tanzes und bei anderen festlichen Gelegenheiten verwendete Trompetensatz wird heute auch von Frauen gespielt. In Kampala blasen männliche Studenten die agwara bei offiziellen Veranstaltungen auf dem Campus. Der nilotische Wortstamm -gwara bezieht sich auf quer geblasene Trompeten und ist auch im Namen der Basoga-Kalebassentrompete eggwara (auch amagwara oder amagwala, nicht identisch mit der längs geblasenen Kalebassentrompete eggwara oder kawunde der Baganda), der engwara der Bunyoro (auch ein Mirliton bei den Basoga) und der ekigwala der Basoga enthalten. Die Namen der acht Trompeten weichen bei zwei von Klaus Wachsmann (1953) genannten Ensembles teilweise voneinander ab. Die längsten Trompeten werden jeweils min agwara genannt und die kürzesten nyatine bzw. nyitin agwara. Die Bezeichnungen entsprechen etwa denjenigen für die Saiten der Alur-Bogenharfe adungu. Ähnliche Trompetensätze sind in Norduganda von den Acholi als tuum, von den Madi als turi und von den Karamojong und Teso als arupepe bekannt.
Ein ähnliches Ensemble von Holztrompeten aus der heutigen Demokratischen Republik Kongo, das außerdem Gemeinsamkeiten mit dem amakondere-Ensemble hat, gelangte 1950 ins Museum für Völkerkunde in Wien. Die neun wahrscheinlich zu einem Trompetensatz gehörenden Exemplare sind zwischen 68 und 217 Zentimeter lang und messen 5 bis 9 Zentimeter im Durchmesser am unteren Ende. Anstatt mit Tierhaut sind die zusammengefügten Holzschalen vollständig mit Pflanzenfasern umwickelt. Wie die amakondere-Trompeten besitzen sie ein ovales Anblasloch und ein Griffloch am oberen Rohrende.
In den ehemaligen Reichen des Zwischenseengebiets standen Trompetenensembles mit Trommeln über Jahrhunderte im Zentrum der zeremoniellen Hofmusik. Als Insignien des Königs wurden sie an einem besonderen Platz aufbewahrt und geehrt. Im Reich Bunyoro heißt es, eine der Trompeten sei im Besitz des ersten Herrschers des Babito-Clans von Bunyoro-Kitara gewesen, der nach der mündlichen Überlieferung mutmaßlich im 15. Jahrhundert die dritte Dynastie in der Geschichte Ugandas etablierte. Wegen dieses Alters seien die Trompeten später zu Insignien des Omukama erklärt worden. Einer analogen Legende zufolge wurden zwei konische Flöten (muserule) aus Tierhorn im Palast des Omukama für Erbstücke des ersten Babito-Herrschers gehalten.
In der Hofmusik von Buganda ist die Trompetentradition ähnlich alt. Eine Legende verankert die Einführung der aus der Fremde gekommenen höfischen entenga-Trommeln im 17. Jahrhundert. Da die Namen für Trompeten in Buganda mit denen in der Luo-Sprache verwandt sind, vermutet Klaus Wachsmann (1953) einen Zusammenhang mit der früheren Luo-Migration, also der Wanderung der Luo vermutlich gegen Ende des 15. Jahrhunderts aus dem südlichen Sudan ins heutige Kenia. Die Trompeten gelangten demnach mit den Luo von Osten nach Buganda. Dies passt zur Überlieferung, wonach sie mit dem Mmamba-Clan (Totemtier Lungenfisch) verbunden waren, der von Osten über den Victoriasee nach Uganda gekommen sein soll. Wahrscheinlich waren sie bereits zu dieser Zeit zu einem Satz von mehreren gestimmten Tierhörnern kombiniert. Die Verwendung der Trompeten als Insignien geht wohl ebenso auf die Luo zurück. Die höfische Trompetenmusik mit ihren hoquetusartigen Tonfolgen dürfte nach Klaus Wachsmann (1971) eine Weiterentwicklung des älteren Einsatzes der Trompeten als Signalinstrumente der Jäger darstellen, wenn diese sich aus unterschiedlichen Richtungen mit einzelnen Trompetenstößen melden.
In Ruanda haben die Trompeten wahrscheinlich ebenso eine fremde Herkunft. Möglicherweise gelangten unter dem ruandischen König Yuhi IV. Gahindiro (reg. 1792–1802), der mit östlich gelegenen Reichen Bündnisse pflegte, die ersten Trompeten aus Karagwe in Tansania nach Ruanda. Der dortige Herrscher soll sie als Zeichen der Verbundenheit geschickt haben. Einer anderen Überlieferung zufolge wurden die ursprünglich von ruandischen Hutu gespielten amakondera im Verlauf der Herrschaft von Yuhi IV. Gahindiro vergessen und erst unter König Yuhi V. Musinga, der 1896 an die Macht kam, von Musikern der Twa wiederentdeckt. Yuhi V. Musinga (1883–1944) pflegte freundschaftliche Beziehungen zu Gashushuru, dem König von Buzinza auf dem Gebiet des heutigen tansanischen Distrikts Biharamulo im Südwesten des Victoriasees, der auch ein Trompetenensemble besaß. 
Nach anderer Ansicht erhielt der ruandische König Kigeri IV. (Rwabugiri, reg. 1853–1895) von König Gasururo, Herrscher über das Reich Bushubi (auch Uswi, an der Südostgrenze von Ruanda in Tansania) einen Trompetensatz zum Geschenk. Kigeri IV. war jedoch zu sehr mit dem Führen von Kriegen beschäftigt, als dass er sich den Trompeten widmen konnte, weshalb das amakondera-Ensemble erst unter Yuhi V. Musinga institutionalisiert wurde. Der König soll hierfür Twa-Musiker engagiert haben, die sie fortan zur Begleitung des Kriegstanzes intore und im Auftrag höher gestellter Tutsi-Persönlichkeiten bei großen Festen spielten.

## Bauform und Spielweise

### Ruanda

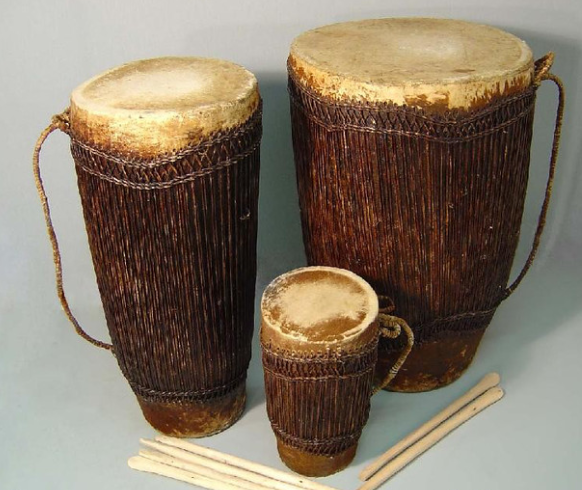
Drei ruandische Trommeln ingoma

Die drei traditionellen höfischen Ensembles in Ruanda sind ingoma (Trommeln), insengo (Flöten) und amakondera. Das amakondera gilt als das traditionelle Zeremonialensemble der Twa in Ruanda, die die Trompeten bei festlichen Anlässen in den Palästen und im Unterschied zu den höfischen Zeremonialtrommeln ingoma auch außerhalb spielten. Das Ensemble setzt sich heute aus sechs bis acht quer geblasenen Bambustrompeten, einer einfelligen Zylindertrommel ingaraba und einer zweifelligen, leicht konischen Trommel ruharage zusammen. Nach Beobachtungen Mitte der 1960er Jahre spielten auch in Uganda lebende Twa dieses Ensemble. Das mindestens aus zehn Musikern bestehende Ensemble kann gelegentlich auf die doppelte Zahl anwachsen.
Die Trompeten haben Durchmesser zwischen 3,5 und 5 Zentimeter und am oberen Ende an der Seite ein ovales oder rechteckiges Anblasloch, das mit einem Messer eingeschnitten oder eingebrannt wird. Am unteren Ende ist das Bambusrohr durch röhrenförmige Kalebasse mit einem etwas größeren Durchmesser verlängert. Insgesamt ergibt dies eine im Wesentlichen zylindrische Bohrung. Das gesamte Instrument ist meist vollständig mit einer längs zusammengenähten Rindshaut überzogen. Das obere Ende ist durch einen Wachstumsknoten bis auf ein kleines hineingebohrtes Loch in der Mitte verschlossen. Ein in das Loch gestecktes Röhrchen ragt etwas heraus. Wird das Loch mit dem Daumen abgedeckt, so entsteht ein zweiter (höherer) Ton.
Die Längen und Tonhöhen der Trompeten sind nicht standardisiert. Zu einem traditionellen Satz gehören fünf unterschiedliche Instrumente, die namentlich unterschieden werden:
1. Die umurangi („der Einführende“) ist die längste Trompete mit 40 bis 54 Zentimetern Länge. Sie wird vom Leiter des Ensembles gespielt, der mit ihr in die Musik einführt und sie auch solistisch verwendet.
2. Die incuragane („mit den schnellen Tönen“) ist etwa 35 Zentimeter lang und üblicherweise zweimal vorhanden. In ihrer musikalischen Bedeutung stehen die incuragane an zweiter Stelle.
3. Die urugunda („normale Stimme“) fungiert als Bassinstrument mit einer Länge von bis zu 30 Zentimetern bei einem maximalen Durchmesser von 14 Zentimetern der unteren Hälfte, die nicht aus einer Kalebasse, sondern einer größeren Bambusröhre besteht. Die urugunda hat kein Griffloch, um einen zweiten Ton zu produzieren. Im Ensemble ist sie doppelt vorhanden.
4. Die inkanta ist ein noch tieferes Bassinstrument mit durchschnittlich 45 Zentimetern Länge einschließlich einer vorne aufgesetzten, 11 Zentimeter langen Kalebasse. Ein Ensemble besitzt nur eine inkanta.
5. Die insengo heißt nach der Flöte, die einen ähnlich hohen durchdringenden Ton hervorbringt. Ihre Länge beträgt 23 Zentimeter. Eine Kalebasse ist nicht vorhanden. Zu einem Ensemble gehören bis zu sieben insengo, die aber nach ihrer Bedeutung das Schlusslicht bilden.[32]

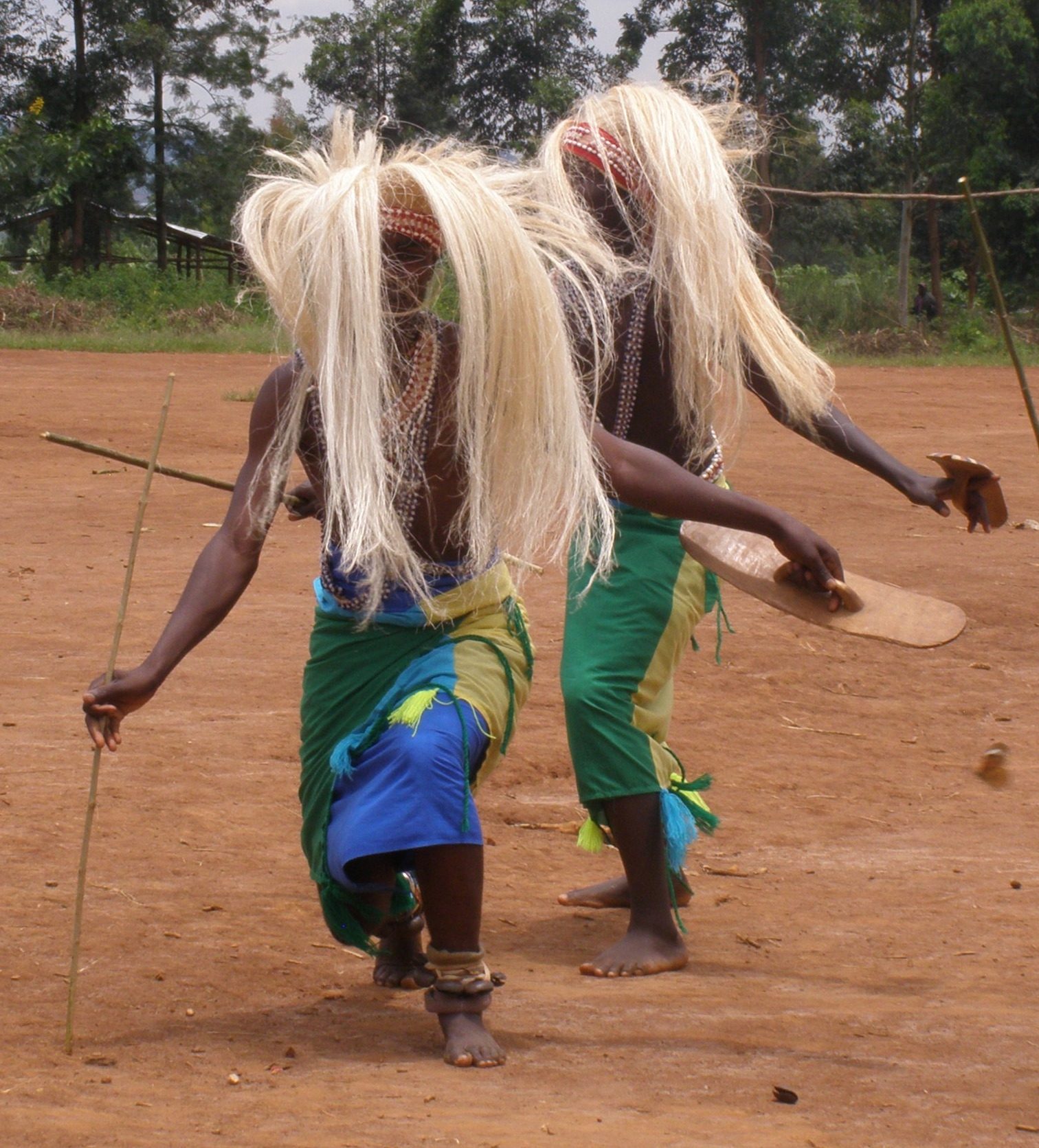
Intore-Tanz junger Männer in einem Dorf nahe Kigali

Die ingaraba ist eine schlanke Zylindertrommel von 90 bis 100 Zentimetern Länge und einem oberen Durchmesser von 20 Zentimetern. Am unteren Ende ist der Durchmesser etwas geringer. Die aus Schlangen-, Antilopen- oder Rindshaut bestehende Membran ist am Rand mit einer Doppelreihe Nägel befestigt. Der hölzerne Korpus wird geglättet, bleibt aber ansonsten an der Oberfläche unbehandelt. An Schlaufen an beiden Enden ist ein Tragegurt festgebunden.
Der Musiker hängt die ingarabe mit dem Gurt an seine linke Schulter und hält sie mit dem linken Unterarm in waagrechter Position seitlich in Bauchhöhe fest. Geschlagen werden mehrere rhythmische Muster mit den Fingern beider Hände. Schläge in die Fellmitte oder an den Rand ergeben unterschiedliche Tonhöhen. Eine ähnliche Trommel ist die igwabe bei den Nyambo im tansanischen Karagwe-Distrikt.
Die zweifellige Trommel ruharage gelangte erst im Verlauf des 20. Jahrhunderts nach Ruanda und in das amakondera-Ensemble. Der Korpus besteht aus Metall, misst 35 bis 45 Zentimeter in der Länge und 20 Zentimeter im Durchmesser der oberen Membran. Diese ist mit engen X-förmigen Hautstreifen gegen ein zweites Fell an der Unterseite verspannt. Eine ähnliche Trommel heißt imparage („Zebra“), weil ihre Membran aus schwarz-weißem Zebrafell besteht. Der Musiker hält die ruharage an einer Schleife in der linken Hand, an einem Gurt um die linke Schulter gehängt oder frei unter den linken Arm geklemmt und schlägt sie mit einem Stock in der rechten Hand.
Jede Trompete produziert eine ostinate Tonfolge, aus der sich nach dem solistischen Beginn der umurangi im Zusammenklang mit den anderen Trompeten verzweigte rhythmische Strukturen ergeben. Beim früher zeremoniellen intore-Tanz gingen die Musiker vor den Tänzern her und näherten sich in der Hocke den im Publikum sitzenden Honoratioren. Die Aufgabe der Musiker konzentrierte sich auf ihren Einsatz beim Eröffnungstanz und beim Abgang der Tänzer am Ende der Veranstaltung, gelegentlich begleiteten sie außerdem einige Tänze dazwischen. Ansonsten beschränkt sich die rhythmische Begleitung auf die Rasseln, welche die Tänzer an ihren Knöcheln befestigt haben. Heute dienen die intore-Tänze ausschließlich der Unterhaltung bei Festveranstaltungen.
Neben der intore-Tanzmusik verfügt das amakondera-Ensemble über ein zweites Repertoire, das früher der Unterhaltung des Königs bei Hofe diente. Die Stücke haben Titel wie Umusambi („Der Königskranich“), Bamurangahe (ein Frauenname), Kanono (am Abend zum Training der Tänzer zu spielen) und Kyarutema (beim Schlafengehen des Königs zu spielen).

### Buganda
Amakondere heißt das Trompetenensemble im südlichen Uganda. Der Singular auf Luganda für eine Trompete lautet ekkondere. Das höfische amakondere-Ensemble von Buganda besteht aus mindestens fünf Querhörnern aus einer leicht konischen oder unregelmäßig röhrenförmigen Kalebasse mit einer ovalen Anblasöffnung an der Seite und einem Griffloch an der Spitze. Die gesamte Kalebasse ist mit Rindshaut überzogen, aber nicht mit einem Bambusrohr verbunden. Abdecken des Grifflochs ergibt einen zweiten Ton. Die Trompeten ragen vom Spieler aus gesehen nach links und werden mit dem Daumen der rechten Hand am Ende geschlossen. Die Tonfolgen der Trompeten sind pentatonisch und wie in Ruanda hoquetusartig verzahnt.
In der Zeremonialmusik von Buganda spielten früher mehrere, aus fünf Trompeten bestehende Gruppen bei besonderen Anlässen. Bestimmte Melodiefolgen stellten etwa Preislieder beim Geburtstag des Kabaka dar. Die Namen der fünf Trompeten bei den Baganda lauten: enjauzi (die am höchsten klingende), endese, ensasi, enkoli und enzigalizi. Gelegentlich wurde eine sechste Quertrompete hinzugenommen, etwa die aus dem Horn des Ellipsen-Wasserbocks gefertigte nakamunsale. Dieses Horn (auch einfach jjembe, „Horn“, genannt) einer Antilopenart wurde geblasen, wenn die eine amakondere-Gruppe musikalisch an die zweite Gruppe übergab, deren Trompeten eine Oktave höher klangen. Die hinzu gekommene Trompete erhielt einen eigenen Aufbewahrungsort getrennt von den anderen. Außer in Buganda gab es die einzelne Trompete auch an den Höfen in Busoga und Bunyoro, sie besaß überall einen anderen (höheren) Klang oder war zumindest aus einem anderen Material gefertigt. Anfang der 1950er Jahre gab es in Buganda zehn oder mehr amakondere-Ensembles. Bei der Inthronisation von Kabaka Mutesa II. (reg. 1939–1966) durfte neben den königlichen Trommeln als einziges Ensemble eine amakondere-Gruppe spielen.
Die Musikethnologin Lois Ann Anderson, die sich 1964 bis 1966 in Uganda aufhielt, berichtet über die Musik eines gewöhnlichen Tages, wenn der Kabaka sich im Palast aufhielt. Um 5 Uhr morgens, zwei Stunden vor Sonnenaufgang, wurden gewisse Melodien mit den entenga-Trommeln geschlagen. Um 6 Uhr ertönten die Clan-Trommeln emibala, die für jeden Clan charakteristische rhythmische Muster spielten, bis um 7 Uhr an den Palasttoren das amakondere-Ensemble blies und trommelte. Weitere Auftritte folgten um 8 Uhr, 10 Uhr und 12:30 Uhr. Um 17 Uhr kamen die königlichen Flötenbläser (abalere ba kabaka) mit einem bestimmten Lied zum Einsatz, nach welchem sie das Palastgelände zu verlassen hatten. Um 18 Uhr erinnerten die Schläge der Trommel omuguwa alle Besucher daran, zu gehen, bevor die Tore geschlossen werden. Um 20 Uhr ertönten zum letzten Mal Zeremonialtrommeln.

### Bunyoro, Toro
In Bunyoro im Westen Ugandas heißen die fünf Trompeten entabi (kleinste), eteru, olangi, kikara und rudyangi. Im Reich Toro, das südlich an Bunyoro angrenzt, werden die Trompeten entabi (kleinste), muteru, mulangi, nkara und dyangi genannt. Das gesamte amakondere-Ensemble ist hier als omupaya bekannt. Ob die Trompeten früher aus einer einzelnen Kalebasse bestanden oder aus mehreren zusammengesetzt waren, ist unklar. Im Jahr 1950 nahm der Musikethnologe Hugh Tracey in Hoima mit dem königlichen Ensemble amakondere-Musik auf. Das Ensemble produzierte sieben Tonstufen mit Trompeten, die aus einem Tierhorn (Rinderhorn) bestanden, das mit einer röhrenförmigen Kalebasse verlängert war. Über beide Teile war eine Rindshaut gespannt und vernäht.
Ein Foto des italienischen Fotografen Vittorio Sella von 1906 zeigt ein Trompetenensemble in Toro. Möglicherweise brachten einige Clans der Bakonjo, die zuvor in Buganda gelebt hatten, die königlichen amakondere-Trompeten mit nach Toro, wo dieses Ensemble ebenfalls als Symbol der Herrscher gilt. Die Bakonjo selbst verwenden die Trompeten jedoch nicht.
In Bunyoro und Toro nahmen früher auch Frauen an höfischen Tänzen mit Trompetenensembles teil. Bei persönlichen Schicksalsschlägen der Könige, in Zeiten allgemeiner Trauer und bei Hungersnöten durfte keine amakondere-Musik stattfinden. In jedem Fall war die Erlaubnis und die Anwesenheit des Königs bei den Aufführungen erforderlich.

### Ankole
Das amakondere-Ensemble im Königreich Ankole im Südwesten Ugandas bestand aus neun Trompeten sowie den Trommeln engalabi und engoma, die im Zusammenspiel Kreuzrhythmen hervorbrachten. Die mit der ruandischen ingaraba vergleichbare engalabi ist eine einfellige schlanke Röhrentrommel von 90 bis 120 Zentimetern Länge und einem Membrandurchmesser von 20 Zentimetern. Der Holzkorpus ist in der Mitte tailliert und erreicht am unteren Rand denselben Durchmesser wie an der Membran. Diese ist angenagelt und besteht aus der Haut eines Warans, einer Pythonschlange (beides mit Wasser berbundene Tiere) oder einer Antilope. Der Musiker hält die engalabi entweder mit einem Schultergurt unter einem Arm, stellt sie im Stehen schräg zwischen den Beinen auf den Boden oder er hockt über der flach auf dem Boden liegenden Trommel. Die engoma ist eine einfellige Fasstrommel der Ankole, deren zylindrisch-konischer Korpus dem Typus des entenga-Trommelspiels entspricht. Als Membran wird nur die Haut von Jagdwild oder Rindshaut (niemals von am Wasser lebenden Tieren) verwendet. Die engoma steht vor dem hockenden oder sitzenden Musiker, der sie mit beiden Händen schlägt.
Die abakondere genannten Trompeter im Dienst des Königs (Omugabe) stammten aus privilegierten Clans und wurden nach einer bestimmten Rangordnung ausgewählt. Auf Kriegszügen begleiteten sie die Truppen des Königs, die sie mit ihrer lauten Musik anspornen sollten. Auch in Ankole spielten die Trompeter am Hof nur bei Anwesenheit des Königs.

### Busoga
In Busoga (östlich des Nil am Nordufer des Victoriasees) wird das Trometenensemble amagwara (amagwala, Singular für eine Trompete: engwara) oder ebigwala (Singular ekigwala, eigwala) genannt. Die einzelnen Trompetentypen heißen nach Klaus Wachsmann (1953) endumirizi, endesi, endasasi, empala und enyana. Die Trompeten der tieferen Oktave erhalten zusätzlich das Adjektiv enkulu („groß“) und die Trompeten der höheren Oktave entono („klein“). Jeder Trompetentyp eines Ensembles kann mit einem oder mit mehreren Exemplaren vertreten sein, weshalb ein Trompetenensemble in Busoga in der ersten Hälfte des 20. Jahrhunderts aus 15 bis 20 Musikern bestand.
Im Jahr 1968 machte Gerhard Kubik in Busoga Tonaufzeichnungen von einem aus acht Trompeten, einer Bechertrommel mugabe und einer weiteren Trommel bestehenden amagware-Ensemble. Form und Material der Trompeten waren unterschiedlich. Überwiegend bestanden sie aus mehreren ineinander gesteckten Abschnitten von Kalebassen. Benannt waren die Trompeten nach ihrer Funktion im Ensemble mit endeka, endeterezi, endhikirizi, nkoni, nzibiro, nzibiro entono, goma und ntemi. Einige Namen entsprechen den Bezeichnungen für die Saiten der Basoga-Leier entongoli. Der Namensbestandteil entono ist auch bei den Bezeichnungen der einzelnen Panflöten des aus sieben Instrumenten bestehenden Panflötenensembles enkwanzi enthalten, das eine musikalische Besonderheit in Busoga darstellt. Das enkwanzi bestand aus sieben Panflöten, davon fünf mit je 10 Pfeifen, einer Panflöte mit 13 und einer mit 7 Pfeifen. Die Herkunftslegende dieses Ensembles ist mit der Leier entongoli verbunden.
Auch das Trompetenensemble soll der örtlichen Überlieferung zufolge sehr alt sein. Die Trompeten sollen vor 400 Jahren zuerst in ein Nachbardorf gekommen sein. Dies fällt zeitlich mit der Gründung der nilotischen Babito-Dynastie in Bunyoro-Kitara zusammen. Ein möglicherweise historisches Bindeglied sind die acht Quertrompeten agwara, die bei den Alur im Nordwesten Ugandas in den 1950er Jahren weit verbreitet waren und bis heute zur Begleitung des gleichnamigen Tanzes gebraucht werden.